# Districte de Zaječar
El Districte de Zaječar (en serbi: Зајечарски округ, Zaječarski okrug) és un districte de Sèrbia situat a la part oriental del país. Té una població de 124.992 habitants, i el seu centre administratiu és Zaječar.

## Municipis
El districte està format pels municipis de:
- Boljevac
- Knjaževac
- Zaječar
- Sokobanja

## Demografia
Segons el cens de 2011, el districte de Zaječar té una població de 119.967 habitants. La composició ètnica del districte és la següent:
| Grup ètnic | Població |
| ---------- | -------- |
| Serbis     | 105.231  |
| Valacs     | 6.254    |
| Gitanos    | 2.042    |
| Altres     | 6.440    |
| Total      | 119.967  |